# Bước chân trên dải Trường Sơn
Bước chân trên dải Trường Sơn hay Bước chân trên dãy Trường Sơn là một ca khúc nhạc đỏ nổi tiếng của nhạc sĩ, Đại tá Vũ Trọng Hối ra đời vào năm 1966.

## Hoàn cảnh sáng tác
Cuối thập niên 60, đầu thập niên 70 của thế kỷ 20, trong bối cảnh Chiến tranh Việt Nam, Vũ Trọng Hối là một trong những nhạc sĩ quân đội đi thực tế tại chiến trường. Trong những ngày tham gia chiến đấu trên dãy Trường Sơn, ông đã có ý định viết một ca khúc về những "người chiến sĩ Trường Sơn kiêu hãnh". Mặc dù đã bắt đầu hình thành từ tháng 4 năm 1966 với tên gọi "Chiến sĩ Trường Sơn", nhưng phải đến vài tháng sau, cùng với sự hợp tác viết lời của Nghệ sĩ Nhân dân Đăng Thục (tức nhà viết chèo Tào Mạt), Vũ Trọng Hối mới cho ra đời nhạc phẩm Bước chân trên dải Trường Sơn.

## Đón nhận
Bước chân trên dải Trường Sơn là một trong những ca khúc nhạc cách mạng Việt Nam bất hủ, được xem là bản "quân ca" của những người lính Trường Sơn. Bài hát từng được thể hiện bởi nhiều ca sĩ, nghệ sĩ như Nguyễn Duy Nãi, Trọng Tấn, Nghệ sĩ ưu tú Việt Hoàn. Đây là ca khúc về đề tài Trường Sơn thành công nhất trong giai đoạn Chiến tranh Việt Nam, đồng thời là một trong những hành khúc ngắn và súc tích nhất trong danh sách ca khúc hiện đại Việt Nam. Đến nay, bài hát vẫn thường xuyên xuất hiện trong các chương trình nghệ thuật liên quan đến Trường Sơn, Quân đội nhân dân Việt Nam.

## Sự việc liên quan
Vào tháng 5 năm 2017, có thông tin cho rằng, Cục Nghệ thuật biểu diễn vừa cấp phép phổ biến cho hơn 300 ca khúc nhạc đỏ, trong đó có Bước chân trên dải Trường Sơn. Sự việc này đã gây nhiều tranh cãi khi nhiều bài hát trong danh sách vốn là những tác phẩm đã phổ biến từ trước đến nay. Tuy nhiên, Cục Nghệ thuật biểu diễn đã nhanh chóng đính chính rằng, đây là công việc cập nhật bổ sung danh sách các ca khúc đã được phổ biến rộng rãi, không phải cấp phép mới.